# Cimeše
Cimeše su naseljeno mjesto u općini Bosanski Petrovac, Federacija Bosne i Hercegovine, BiH.

## Zemljopis
Jednom svojom uvalom prema jugu Bjelajsko polje prilazi do ispod same Osječenice. Na obodu te uvale je selo Cimeše, poljskog tipa s kućama blizu jedna drugoj. Dio sela prema Bjelajskom polju naziva se Konjski brijeg. Na jug, do Osječenice, uzdiže se uzvisina Raušovica. Do istoka ih zatvaraju brijegovi: Magarevac, Cimeše, Grabik. Cimeše nema svojih izvora, ali je blizu voda u Bjelaju, odakle selo vodovodom dobiva vodu. Zemljište je vrlo rodno u odnosu na ostali dio Bjelajskog polja.

## Povijest
Iznad cimeških kuća nalazi se arheološki lokalitet Crkvina. Tu je otkopan temelj crkve u obliku križa, a okolo se nalazi nekoliko gromila (pogrebnih humki). Prekopano ih je 18. U tri su nađene dječje kosti, u ostalim nakiti od bronce i jedna ukosnica od pozlaćenog srebra kao i željezni "rimski" ključ. Čitav lokalitet je višeslojan, u rasponu od 4. do druge polovice 6. stolječa. Podrobnija ispitivanja pri Zemaljskom muzeju u Sarajevu su utvrdila da je ukosnica iz razdbolja kada su ovim krajevima vladali Istočni Goti pošto su prethodno srušili rimsko carstvo.

## Stanovništvo

### 1991.
Nacionalni sastav stanovništva 1991. godine, bio je sljedeći:
ukupno: 139
- Srbi - 130
- Muslimani - 9

### 2013.
Nacionalni sastav stanovništva 2013. godine, bio je sljedeći:
ukupno: 27
- Srbi - 24
- Bošnjaci - 3